# 広学会
広学会（The Society for the Diffusion of Christian and General Knowledge Among the Chinese）はアメリカ・イギリスのキリスト教宣教師が中国に設立した出版機構。
1884年に成立した同文書会が前身で、1887年に上海で設立された。設立の発起人はロンドン宣教会の宣教師アレキサンダー・ウィリアムソンであり、ヤング・ジョン・アレン（林楽知）、ウィリアム・ミュアーヘッド（慕維廉）らが関わった。海関総税務司のロバート・ハート（赫徳）が初代会長となり、ウィリアムソンは総幹事として日常業務の責任者となった。1890年にウィリアムソンが死去すると翌年にティモシー・リチャード（李提摩太）が後任となり、1916年まで25年にわたって主宰した。主なメンバーにはジョゼフ・エドキンス（艾約瑟）、ウィリアム・アレキサンダー・パーソンズ・マーティン（丁韙良）などがいた。
広学会の主要な出版物にはアレン主編の『万国公報』（1874～1907）、『中西教会報』（1891～1917、1912年『教会公報』と改称）、『大同報』（1904～1917）などがある。中でも『万国公報』は西洋の学問を数多く紹介し、最も影響の大きかった刊行物の一つである。
他にはウィリアムソンの『格物探原』、リチャードの『七国新学備要』、ロバート・マッケンジーの『泰西新史攬要』、アレンの『中東戦記本末』などの書籍を出版している。『泰西新史攬要』はリチャードと蔡爾康が翻訳し、1895年に出版された。内容は19世紀の欧米諸国が改革を行って強大化した歴史を描いたものである。ベストセラーとなり、3万部出版された。『中東戦記本末』は1896年に出版された。内容は日清戦争の資料や評論を集めたものである。中でもアレンらの時事評論は康有為・梁啓超・譚嗣同らに大きな影響を与えた。
広学会の書籍は変法運動や光緒新政に多大な影響をもたらし、1890年から1911年までに400種類が出版され、合計で百万部を印刷した。戊戌の変法で光緒帝は西洋の学問を理解し西洋法を参考にしたが、光緒帝の閲覧した129冊の本のうち89冊が広学会の出版したものだった。
中華民国期には『共産主義の研究』『キリスト教と共産主義』などを出版し、共産主義に反対した。
広学会の出版物は美華書館と申報館が取り扱っていたが、後に申昌書画室と格致書室に代わった。北京・南京・鎮江・重慶・福州などの大都市や朝鮮など35ヶ所に取扱所があった。
日中戦争が激化した1941年に成都に拠点を移し、戦後に上海に戻った。1949年に中華人民共和国が成立すると、広学会の外国人は中国を離れた。1956年、他のキリスト教の出版機構と合併し、中国キリスト教連合書局となった。